# Carcelia claripennis
Carcelia claripennis là một loài ruồi trong họ Tachinidae.